# Okręty podwodne typu Lagrange
Okręty podwodne typu Lagrange – francuskie oceaniczne okręty podwodne z czasów I wojny światowej i okresu międzywojennego. W latach 1913–1924 w stoczni Arsenal de Toulon zbudowano trzy okręty tego typu, a jeden powstał w stoczni Arsenal de Rochefort. Jednostki weszły w skład Marine nationale w latach 1918-1924 i służyły do połowy lat 30. XX wieku.

## Projekt i budowa
Okręty typu Lagrange zamówione zostały na podstawie programów rozbudowy floty francuskiej z 1913 i 1914 roku. Jednostki zaprojektował inż. Julien Hutter, lekko modyfikując swój poprzedni projekt Dupuy de Lôme, zakładając zastosowanie dwóch turbin parowych systemu Parsonsa o mocy 2000 koni mechanicznych (KM) każda przy niewielkim wzroście wyporności. W trakcie budowy z pomysłu zrezygnowano, wyposażając okręty w silniki Diesla.
Spośród czterech okrętów typu Lagrange trzy zbudowane zostały w Arsenale w Tulonie, zaś jeden powstał w Arsenale w Rochefort. Stępki okrętów położono w latach 1913-1914, a wodowane zostały w latach 1917-1924. Okręty otrzymały nazwy na cześć wybitnych francuskich uczonych: Lagrange’a, Laplace’a, Regnaulta i konstruktora okrętów podwodnych Romazzottiego. 
| Okręt               | Stocznia             | Początek budowy | Wodowanie        | Ukończenie budowy |
| ------------------- | -------------------- | --------------- | ---------------- | ----------------- |
| „Laplace” (Q111)    | Arsenal de Rochefort | 1913            | 12 sierpnia 1919 | 1921              |
| „Lagrange” (Q112)   | Arsenal de Toulon    | 1913            | 31 maja 1917     | luty 1918         |
| „Regnault” (Q113)   | Arsenal de Toulon    | 1913            | 25 czerwca 1924  | 1924              |
| „Romazzotti” (Q114) | Arsenal de Toulon    | 1914            | 31 marca 1918    | wrzesień 1918     |

## Dane taktyczno–techniczne
Jednostki typu Lagrange były dużymi, oceanicznymi okrętami podwodnymi. Długość całkowita wynosiła 75,2 metra, szerokość 6,39 metra i zanurzenie 3,62 metra. Wyporność w położeniu nawodnym wynosiła 920 ton, a w zanurzeniu 1318 ton. Okręty napędzane były na powierzchni przez dwa silniki Diesla Sulzer o łącznej mocy 2600 KM. Napęd podwodny zapewniały dwa silniki elektryczne Belfort o łącznej mocy 1640 KM. Dwuśrubowy układ napędowy pozwalał osiągnąć prędkość 16,5 węzła na powierzchni i 11 węzłów w zanurzeniu. Zasięg wynosił 4300 Mm przy prędkości 10 węzłów w położeniu nawodnym oraz 125 Mm przy prędkości 5 węzłów pod wodą. Dopuszczalna głębokość zanurzenia wynosiła 50 metrów.
Okręty wyposażone były w osiem wyrzutni torped kalibru 450 mm (cztery wewnętrzne na dziobie, dwie na rufie i dwie zewnętrzne), z łącznym zapasem 10 torped oraz dwa pokładowe działa kal. 75 mm z zapasem amunicji wynoszącym 440 naboi. Załoga jednego okrętu składała się z 4 oficerów oraz 43 podoficerów i marynarzy.

## Przebieg służby
Okręty typu Lagrange zostały wcielone do służby w Marine nationale w latach 1918-1924. Otrzymały numery taktyczne Q111-Q114. Spośród czterech jednostek tylko dwie zostały przyjęte do służby do zakończenia działań wojennych: „Lagrange” i „Romazzotti”. Operowały one na Morzu Śródziemnym.
Na początku lat 20. oba okręty poddano znaczącej przebudowie: otrzymały nowe większe kioski, mostki i peryskopy. Wszystkie jednostki pełniły służbę na Morzu Śródziemnym, kończąc ją w roku 1935 („Lagrange”) i w roku 1937 (pozostałe trzy okręty).